# Rolf Zundel (Journalist)
Rolf Zundel (* 1928 in Tübingen; † September 1989) war ein deutscher Germanist und Journalist.

## Leben
Zundel studierte Germanistik an der Eberhard Karls Universität Tübingen, der Universität Hamburg und in Paris und wurde 1956 mit der Dissertation Minnebegriff im Minnesang zum Dr. phil. promoviert. 1955 wurde er Volontär bei der Tageszeitung Die Welt, später politischer Redakteur bei den Lübecker Nachrichten. Ab 1959 war er politischer Redakteur bei der Wochenzeitung Die Zeit. Von 1967 bis 1973 bzw. von 1975 bis 1989 war er deren Korrespondent in Bonn. Außerdem leitete er die Büros in der Bundeshauptstadt. Von 1973 bis 1975 war er zugleich stellvertretender Chefredakteur der Zeit. Von 1972 bis 1981 war er Mitglied des Kuratoriums der Friedrich-Naumann-Stiftung.

## Auszeichnungen
- 1979: Karl-Hermann-Flach-Preis

## Schriften (Auswahl)
- Die Erben des Liberalismus. Eurobuch-Verlag Lutzeyer, Freudenstadt 1971.
- Das verarmte Parlament. Der Preis der Stabilität. Olzog, München 1980, ISBN 3-7892-7185-3.
- mit Edith Zundel: Leitfiguren der Psychotherapie. Leben und Werk. Kösel, München 1988, ISBN 3-466-34174-4.
- Macht und Menschlichkeit. Zeit-Beiträge zur politischen Kultur der Deutschen. Rowohlt, Reinbek bei Hamburg 1990, ISBN 3-498-07656-6 (Vorwort von Theo Sommer).